# Sportunion
Die Sportunion Österreich (Eigenschreibweise SPORTUNION) ist einer der drei Sportdachverbände Österreichs. Rund 712.000 Mitglieder in 4.700 Vereinen (Stand: 1. Januar 2025) gehören der Sportorganisation an. Der Sitz des Generalsekretariats befindet sich in Wien. Die Sportunion ist, wie der ASVÖ, laut ihren Statuten parteiunabhängig. Zahlreiche Spitzenfunktionäre sind jedoch mit der ÖVP eng verbunden. Sie gehört der Fédération Internationale Catholique d’Education Physique et Sportive (FICEP) und der Fédération Internationale Sportive de l’Enseignement Catholique (FISEC) an.
Die Sportunion fördert den Leistungs- ebenso wie den Breiten- und Gesundheitssport und engagiert sich auch verstärkt in den Bereichen individuelle Fitness und Wellness. Sie ist in die neun Bundesländer geografisch gegliedert. Die Sportunion hat das Austria Gütezeichen erhalten.

## Geschichte
Bereits 1900 kam es zur Gründung des ersten Christlich-Deutschen Turnvereins „Christlich-Deutscher Turnerbund“, 1914 dann zur Verbandsgründung der Christlich-Deutschen Turnerschaft Österreich (CDTÖ). Nach dem Ersten Weltkrieg wurde 1921 die CDTÖ neugegründet, die unmittelbar nach dem Anschluss Österreichs aufgelöst wurde. Der Verbandsobmann war zum damaligen Zeitpunkt Dr. Josef Pultar, der bei der Gründung der Österreichischen Turn- und Sport-Union (später SPORTUNION) 1945 auch erster Verbandsobmann war. Das Bestreben bei der Gründung des neuen Verbandes am 2. Mai 1945 war, auf der Basis christlicher Werte einen parteipolitisch unabhängigen, Turnen und Sport vereinenden Verband zu schaffen. Die Gründung erfolgte durch Heinz Clabian (1901–1973), Josef Wicke (1887–1967), Hans Fuchs (1890–1986) und Franz X. Gfatter (1906–1986) im Wiener Schottenstift.

### Anfangsjahre
Mit Unterstützung der ÖVP gelang es, in der Falkestraße 3 eine „Verbandshauptstelle“ einzurichten. Die Landesverbände Wien (2. Mai 1945), Niederösterreich (21. Juni 1945), Oberösterreich (23. September 1945) und Salzburg (14. Oktober 1945) wurden gegründet. Verbands-Nachrichten der Österreichischen Turn- und Sport-Union mit dem Namen „UNION-POST“ erschienen. Die Landesverbände Burgenland (2. Februar 1946), Tirol (2. Februar 1946), Steiermark (17. Februar 1946) und Kärnten (15. Mai 1946) folgten. Der 1. Ordentliche Verbandstag fand am 26.–27. April 1947 im Hotelrestaurant „Zu den drei Mohren“ in Linz statt. Josef Pultar wurde zum ersten Bundesobmann gewählt und behält dieses Amt bis 1954.
Mit der Einführung der „Ländertagungen“ 1952 wurden die Interessen der Länder besonders berücksichtigt. Die Verbandshauptstelle übersiedelte 1952 auch in die Falkestraße 1. Nikolaus Frcek wurde 1954 Bundesobmann.
Für die Dauer von 2 Jahren blieb er in seiner Funktion tätig, bevor er aus beruflichen Gründen im Jahr 1956 sein Amt zurücklegt. Im September 1956 wurde der Landesverband Vorarlberg gegründet. Der 5. UNION-Bundestag fand am 2. Februar 1957 in Wien statt. KR Anton Marousek wurde neuer Bundesobmann. Erstmals erschien mit Elisabeth Bottig, als Vertreterin der Katholischen Jugend, eine Frau in der Bundesleitung.

### Ära Finder und BSO-Gründung
Am 26. April 1969 fand die Gründungssitzung der Österreichischen Bundes-Sportorganisation (BSO) mit der Sportunion im Wiener Rathaus statt. Diese fungiert als zentrale Koordinations- und Beratungsplattform innerhalb des österreichischen Sportsystems. Beim ordentlichen Ländertag im November 1969 wurde Sekt. Josef Finder als Bundesobmann kooptiert, ein Jahr später beim 10. Bundestag gewählt. Der 10. UNION-Bundestag fand am 7. November 1970 in Wien statt. Sekt. Josef Finder wurde offiziell neuer Bundesobmann. Die UNION zählte damals 460.457 Mitglieder in 1209 Vereinen. Davon betrieben 62,27 % Leistungssport. 1977–1991 wurde er außerdem Präsident der FICEP. Finder besuchte im April 1982 als Präsident der FICEP Papst Johannes Paul II. Beim 16. UNION-Bundestag am 17. November 1990 wurden die Funktionsbezeichnungen geändert: Der Obmann wird zum Präsident. Die „-warte“ werden zu Vorsitzenden von Ausschüssen bzw. zu Referenten. Im Rahmen des 18. UNION-Bundestages am 1. Juni 1996 wurde Hermann Gruber neuer Präsident.

### Ära Prokop und Namensänderung
Der 19. UNION-Bundestag fand am 6. November 1999 im Casino Baden mit 500 Delegierten statt. Die neue Präsidentin LH Stellv. Liese Prokop ruft in ihrer Antrittsrede dazu auf, die UNION zur sportlichen Gemeinschaft werden zu lassen, an der man in Österreich nicht vorbeikommt. Im Rahmen des 20. UNION-Bundestages am 12. Oktober 2002 in Niederöblarn wurde der Verbandsname von „Österreichische Turn- und Sport-Union“ auf „Sportunion Österreich“ geändert und eine Statutenänderung beschlossen. Die FICEP Sommerspiele fanden im Sommer 2003 in Linz mit 800 Teilnehmern aus 9 Nationen statt, auch das FICEP Jugendlager wurde ausgetragen. (300 Teilnehmer aus 13 Nationen) Die FICEP Winterspiele fand im Dezember 2005 in Filzmoos statt, 220 Teilnehmerinnen und Teilnehmer aus 5 Nationen nehmen teil. Am 31. Dezember 2006 starb unerwartet Innenministerin Liese Prokop, Präsidentin der Sportunion Österreich (1999–2006), Vizepräsidentin des ÖOC und der BSO.

### UGOTCHI und die 2000er-Jahre
Gegen den Bewegungsmangel bei Kindern im Volksschulalter schickte die Sportunion im Februar 2007 „UGOTCHI“ ins Rennen. Das kleine gelbe Küken animiert jährlich 100.000 Kinder im Alter von 2–10 Jahren zu mehr Bewegung in der Schule, im Sportverein und in der Freizeit. Am 2. Juni 2007 fand erstmals ein außerordentlicher UNION-Bundestag statt. Abg.z.NR Peter Haubner wurde neuer Präsident der Sportunion Österreich. Die FICEP Sommerspiele fanden im Sommer 2008 in Linz mit 800 Teilnehmern aus 12 Nationen statt. Die drei Breitensportverbände gründeten im April 2014 die gemeinnützige „Fit Sport Austria GmbH“ und führten die Agenden der Initiative „FIT für Österreich“ fort. Beim 23. Ordentlichen Bundestag am 15. November 2014 in Linz wurde der Generaldirektor der UNIQA Österreich AG, Hartwig Löger (NÖ), zum neuen Präsident der Sportunion gewählt. Das Integrationsprojekt „Sport verbindet uns!“ wurde im April 2015 von der Sportunion initiiert und vom Sportministerium gefördert. Das Projekt „Bewegt im Park“ im Auftrag des Hauptverbands und des Sportministeriums wurde erstmals im Juni 2016 umgesetzt. Das UNIQA Trendsportfestival ging im Juni 2017 in die erste Runde. Im Februar 2018 übernahm Michaela Steinacker die Präsidentschaft von Hartwig Löger, der Finanzminister wird.

### Ära McDonald und die Corona-Pandemie
Peter McDonald wurde am 30. Juni 2018 zum Präsident gewählt, ein Sportunion-Ehrenkodex wurde in die Statuten implementiert. Im Mai 2019 wurde in Kooperation mit Uniqa Insurance Group das „Trendsportfestival“ ins Leben gerufen. UGOTCHI „Punkten mit Klasse“ feierte im März 2020 15-jähriges Jubiläum. Der Lockdown und Maßnahmen im Zuge der COVID-19-Pandemie in Österreich führten zu erheblichen Beschränkungen des Sportbetriebs, weshalb der Verband eine digitale Sportoffensive startete. Die digitale, tägliche Turnstunde wird innerhalb kürzester Zeit aufgrund der Corona-Virus-Einschränkungen realisiert und neben weiteren Online-Angeboten zum vollen Erfolg. Nach dem ersten Lockdown startete die Sportunion im Mai 2020 eine Sommersportoffensive mit zahlreichen Initiativen, wo sie unter anderem die Öffnung der öffentlichen Schulsportstätten gefordert wurde. Im Juli 2020 wurde zum ersten Mal in der Geschichte eine „Katastrophenhilfe“ des Bundes für Sportvereine geschaffen. Insgesamt 700 Millionen Euro beinhaltet der Non-Profit-Organisationen-Fonds (NPO) der gemeinnützigen Vereinen in der Krisenzeit zugutekommt. Im Herbst 2020 folgte eine Vereinsoffensive, wo eine Studie und ein entsprechendes Impulsprogramm präsentiert wurden, mit welchem Österreichs 15.000 Sportvereine nachhaltig gestärkt und fit für die Zukunft nach der Krise gemacht werden sollen. Unter anderem wird ein Steuerbonus für den Sport oder mehr Rechtssicherheit für gemeinnützige Vereine eingefordert.
Im Rahmen des Übergangs ins Jahr 2021 wurde erstmals ein digitaler Silvester- und Neujahrslauf veranstaltet in Partnerschaft mit Wings for Life, rund 3.000 Teilnehmende haben dabei über 20.000 Euro für die Heilung von Querschnittslähmung gespendet. Darüber hinaus setzte sich der Dachverband im Verlaufe des Pandemie-Jahres weiterhin aktiv für die Anliegen von Österreichs Sport- und Vereinswesen ein. Im März 2021 kam es dabei etwa zu ersten Öffnungsschritten im Vereinssport für Kinder nach einem Lockdown. Der Dachverband organisierte darüber hinaus in Kooperation mit SIMPLY STRONG in Partnerschaft mit der UNIQA sowie dem ÖFB (Österreichischen Fußball-Bund) die Bewegungsinitiative „UGOTCHI – Punkten mit Klasse“ an rund jeder dritten Volksschule Österreichs mit rund 50.000 Kindern. Im Rahmen des Wings for Life World Run veranstaltete der Verband mit den zahlreichen SPORTUNION-Vereinen eine Team-Challenge, wo erneut über 20.000 Euro geschafft wurden. Zudem wurde ein „Sport Deal“ mit dem Gesundheitsministerium und für die fortlaufende Corona-Krise wurde zudem eine „Nachwuchssport-Garantie“ für Minderjährige eingefordert.
Neue Initiativen und McDonald-Wiederwahl
Die Sportunion will in Partnerschaft mit Österreichs Gemeinden zudem das Sport- und Vereinswesen nachhaltig stärken, mit „Sportgemeinderäten“ soll der Breitensport auf kommunaler Ebene vermehrt gefördert werden. Ähnlich wie bei den „Europagemeinderäten“ soll das Projekt über eine neu geschaffene übergeordnete Koordinationsstelle („Sportgemeinde Österreich“) erfolgen. Das vorhandene Potenzial und Synergien innerhalb der bestehenden Strukturen sollen damit optimiert und besser genutzt werden. Im Burgenland wurde ein Entschließungsantrag zu diesem Vorhaben im November 2021 vom Landtag mehrheitlich beschlossen. 2022 hat der burgenländische Landesverband mit Präsidentin Karin Ofner, Projekt-Initiator Sascha Krikler sowie dem ÖVP-Sportsprecher im Nationalrat Christoph Zarits nähere Eckpunkte mit dem inhaltlichen Konzept zu den „Sportgemeinderäten“ bei einer Pressekonferenz präsentiert. Über die Koordinationsstelle sollen Entwicklung, Nominierungsverfahren, Workshops und vor allem der Austausch der Beteiligten zu Sportfragen abgewickelt werden.
Der erfolgreiche New Years Run wurden, wie die Team-Challenge, zugunsten von Wings for Life auch 2022 von der Sportunion fortgesetzt. Darüber hinaus wurde in Folge vom Angriffskrieg gegen die Ukraine und der zunehmenden gesellschaftlichen Polarisierung im Rahmen der laufenden Corona-Krise die Initiative #sportverbindet ins Leben gerufen. Mehrere Projekte wurden ein Teil der neuen Aktion. Der Dachverband unterstützte unter anderem seine Sportvereine etwa über einen Vereinsbonus, um Vertriebene im Sinne der Integration zu unterstützen. Das Schulprojekt „UGOTCHI – Punkten mit Klasse“ erlebte 2022 mit über 60.000 Teilnehmenden einen neuen Rekord. Beim Auftakt waren unter anderem Regierungsvertreterin Claudia Plakolm sowie ÖFB-Teamchefin Irene Fuhrmann dabei. Im Juni 2022 wurden Peter McDonald und sein Team mit 100 Prozent Zustimmung beim 25. Bundestag der Sportunion in Graz wiedergewählt. Dabei wurde außerdem einen Antrag beschlossen, um eine Anerkennung der Vereinskultur als immaterielles Weltkulturerbe Österreichs bei der UNESCO zu erreichen. Neben der Unterstützung der Vereine waren auch die Themen Ehrenamt, Digitalisierung, Fairplay, Gemeinschaft, Gendergerechtigkeit und Nachhaltigkeit wichtige Schwerpunkte.

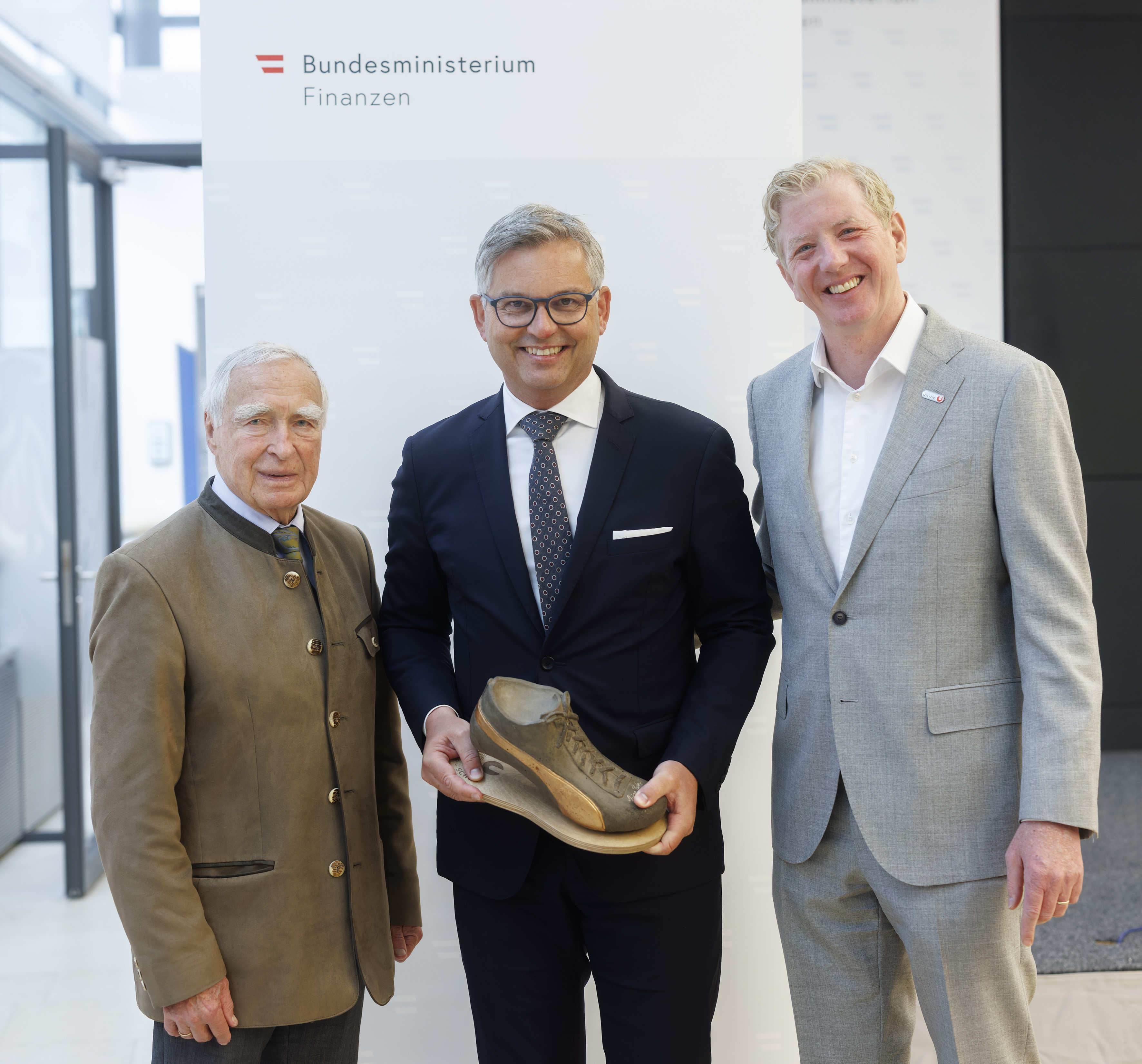
Gunnar Prokop mit Preisträger Magnus Brunner und Peter McDonald (2024)

Seit 2023 wird der Ehrenpreis Liese-Prokop-Schuh durch die Sportunion verliehen. Preisträger waren 2023 Vizekanzler und Sportminister Werner Kogler und Finanzminister Magnus Brunner. Der Preis wurde vom Künstler und Bildhauer Felix Igler kreiert. Im November 2023 veranstaltete der Sportverband die 1. Österreichische Ninja-Meisterschaft in Wiener Neustadt, die im Oktober 2024 in Wolkersdorf im Weinviertel fortgesetzt wurde.

## Obleute/Präsidenten seit 1947
- 1947 bis 1954: Josef Pultar
- 1954 bis 1957: Nikolaus Frcek
- 1957 bis 1969: Anton Marousek
- 1969 bis 1996: Josef Finder
- 1996 bis 1999: Hermann Gruber
- 1999 bis 2006: Liese Prokop
- 2007 bis 2014: Peter Haubner
- November 2014 bis Februar 2018: Hartwig Löger[31][32]
- Februar bis Juni 2018: Michaela Steinacker[1]
- seit Juli 2018: Peter McDonald[1]

## Organisation
Neben dem Verbandspräsidenten Peter McDonald gehören dem Bundesvorstand die Vizepräsidentinnen Karoline Edtstadler und Michaela Huber, Finanzreferent Wilfried Drexler sowie die Vorstandsmitglieder Pamela Forster und Urs Tanner an. Zudem gehört Beate Taylor als Vizepräsidentin seit 2023 dem Bundesvorstand an, sie folgte Yvonne Schuring nach. Seit dem 4. November 2024 fungiert Christian Resch als Generalsekretär der Sportunion Österreich. Er folgte Stefan Grubhofer, der in diesem Amt seit 1. Juni 2017 fungierte. Toril Jones ist stellvertretende Generalsekretärin und Leiterin der Finanzabteilung.
Mit rund 712.000 Mitgliedern in 4.700 Vereinen (Stand 1. Januar 2025) übernimmt die Sportunion eine tragende Säule des Sports in Österreich. Die Breitensportorganisation bekennt sich zur Förderung von Sport und Bewegung in der österreichischen Gesellschaft. Die Mitglieder des Verbandes rekrutieren sich aus den Sportvereinen die dem Dachverband angehören. Die Sportunion Geschäftsstellen verstehen sich als Dienstleistungsorganisation. Sie erleichtern es den Mitgliedsvereinen unter zunehmend komplexeren Rahmenbedingungen die Aufgaben gegenüber ihren Mitgliedern zu erfüllen. Ebenso unterstützen sie die Vereine dabei, ihre Angebote quantitativ und qualitativ weiterzuentwickeln.
Christlich-soziale Werte
Die Erreichung des Verbandszweckes erfolgt dabei auf Grundlage der ethischen und geistigen Werte des Christentums im Bekenntnis zur friedlichen Völkerverbindung durch Sport und österreichischer Kulturpflege sowie der Gleichbehandlung der Geschlechter. In den Vereinen bewegen sich Menschen in einer an christlich-sozialen Werten orientierten Gemeinschaft. Die Sportunion fasst es als ihre Aufgabe auf, den Mehrwert ihrer Vereine hervorzuheben, die in der Gesellschaft eine tragende Rolle einnehmen. Vereine leisten über den Sport hinaus wertvolle Beiträge im Sinne der sozialen Verantwortung, der Persönlichkeitsentwicklung sowie zur Belebung des Stadt- und Gemeindelebens.

## Landesverbände
Sportunion Burgenland
- Standort: Eisenstadt
- derzeitige Präsidentin: Karin Ofner

Sportunion Niederösterreich
- Standort: Sankt Pölten
- derzeitiger Präsident: Raimund Hager

 Sportunion Wien
- Standort: Wien
- derzeitige Präsidentin: Dagmar Schmidt

 Sportunion Steiermark
- Standort: Graz
- derzeitiger Präsident: Stefan Herker

Sportunion Oberösterreich
- Standort: Linz
- derzeitiger Präsident: Franz Schiefermair

Sportunion Salzburg
- Standort: Salzburg
- derzeitige Präsidentin: Michaela Bartel

Sportunion Kärnten
- Standort: Klagenfurt
- derzeitiger Präsident: Ulrich Zafoschnig

Sportunion Tirol
- Standort: Innsbruck
- derzeitiger Präsident: Christoph Kaufmann[37]

Sportunion Vorarlberg
- Standort: Bregenz
- derzeitiger Präsident: Simon Tschann[38]

## Virtual New Years Run
Aufgrund der COVID-19-Pandemie gab es durch den Winter 2020/2021 hindurch einen österreichweiten Lockdown, weshalb Sport nur in einem sehr eingeschränkten Rahmen stattfinden konnte und die ansonsten üblichen Laufveranstaltungen zum Jahreswechsel abgesagt werden mussten. Um Bewegung weiter gemeinsam und krisensicher im Rahmen einer Sportveranstaltung sicherzustellen, wurde der innovative Virtual New Years Run im Rahmen der #comebackstronger-Initiative der Sportunion neu ins Leben gerufen. Von 3.127 Angemeldeten (die damit auch einen Spendenbeitrag geleistet haben) waren 2.840 Läuferinnen und Läufer aktiv beim digitalen Silvester- und Neujahrslauf für den guten Zweck dabei, wodurch der Charity-Lauf als größtes Sportevent während des Jahreswechsels 2020/2021 in Österreich gilt. Zusammen wurden 17.892 Kilometer in rund 2.300 Stunden gelaufen oder gegangen. Der Virtual New Years Run wurde damit als größter digitaler Wohltätigkeitslauf zum Jahreswechsel in Partnerschaft mit Wings for Life etabliert. Die Einnahmen kommen somit der Rückenmarksforschung zugute, teilnehmen können Kinder (bis 12 Jahre), Jugendliche (ab 13 Jahren) und Erwachsene ortsunabhängig. Die virtuelle Umsetzung am Silvestertag (31. Dezember) und am Neujahrstag (1. Jänner) ermöglicht auch die gleichzeitige Teilnahme an einer anderen parallelen Laufveranstaltung und damit quasi einen „Lauf im Lauf“.

## 50 Jahre Österreichische Turn- und Sportunion 1995
Anlässlich des Jubiläums 50 Jahre Österreichische Turn- und Sportunion 1995 wurde von der Österreichischen Post eine Sonderbriefmarke herausgegeben.